# Pergalumna minituberculata
Pergalumna minituberculata (лат.) — вид панцирных клещей из отряда Oribatida (Galumnidae). Непал.

## Описание
Микроскопического размера клещи, длина менее 1 мм, размеры тела 514—597 × 365—431 мкм. Поверхность тела без бороздок и килей; задняя часть нотогастера без продольной впадины. Нотогастральная область A1 округлая или овальная. Покровы сильно склеротизованные, тёмные (основная окраска коричневая). Имеют 6 пар генитальных пластинок. Гистеросома округлая, несёт около 10 пар нотогастральных щетинок. На протеросоме расположены гребневидные уплощённые ламеллы.
Впервые был описан в 2014 году, а его валидный статус был подтверждён в ходе родовой ревизии, проведённой акарологами Сергеем Ермиловым (Тюменский государственный университет, Тюмень, Россия) и его коллегами.
Pergalumna menglunensis морфологически сходен с видами P. indistincta из Вьетнама, P. paraindistincta из Индонезии и P. menglunensis Aoki & Hu, 1993 из Китая.